# Sultan Burnu
Sultan Burnu är en udde i Azerbajdzjan.   Den ligger i distriktet Baku, i den östra delen av landet, 7 km sydost om huvudstaden Baku.
Terrängen inåt land är platt, och sluttar söderut. Trakten är tätbefolkad. Närmaste större samhälle är Baku, 7,1 km nordväst om Sultan Burnu.